# Demoiselles
Pour les autres significations, voir Demoiselle.
Pour plus de détails, voir Fiche technique et Distribution.
Demoiselles (Pusinky) est un film tchèque réalisé par Karin Babinská, sorti en 2007.

## Synopsis
En été, lors des vacances, quatre adolescents, trois filles et un garçon, en quête d’expériences sexuelles et d’excès en tout genre, décident de rejoindre Amsterdam en auto-stop.
Leurs personnalités vont se révéler, et l’introvertie Iska fera le choix d'assumer ouvertement le désir qu'elle ressent pour sa meilleure amie Karolína.

## Fiche technique
- Titre : Demoiselles
- Titre original : Pusinky
- Réalisation : Karin Babinská
- Scénario : Karin Babinská et Petra Ušelová
- Son : Dolby Digital
- Langue : Tchèque
- Durée : 90 minutes
- Lieux de tournage : Tchéquie
- Date de sortie : 5 avril 2007
- Pays :  République tchèque

## Distribution
- Filip Blazek (cs) : Marek
- Sandra Nováková : Karolína
- Marie Doležalová : Iska
- Petra Nesvacilová : Vendula
- Lenka Vlasáková : Hanka
- Oldřich Hajlich (cs) : Vojta
- Erik Kalivoda : Bobr
- Mário Kubas : Vrbař
- Matej Ruppert (cs) : Bedas

## Récompenses
- 2007 prix Finále Plzeň (cs)